# Скрынник, Анна Степановна
Анна Степановна Скрынник (род. 3 июля 1939 , село Захаровка Волчанского района Харьковской области) — украинская советская деятельница, доярка колхоза «Коммунист» Волчанского района Харьковской области. Депутат Верховного Совета СССР 9-го созыва.

## Биография
Родилась в крестьянской семье. Образование неполное среднее. Окончила семилетнюю школу в селе Захаровцы Волчанского района Харьковской области.
В 1953—1954 годах — телятница, в 1954—1960 годах — доярка молочно фермы колхоза «Победа» Волчанского района Харьковской области.
С 1960 года — доярка молочной фермы колхоза «Коммунист» села Охримовка Волчанского района Харьковской области.
Потом — на пенсии в селе Охримовка Волчанского района Харьковской области.

## Награды
- орден Трудового Красного Знамени
- медали